# آندریاس فائلمن
آندریاس فائلمن (انگلیسی: Andreas Faehlmann؛ ۱۸۹۸ – ۱۰ آوریل ۱۹۴۳) قایقران اهل استونی بود.
وی توانسته‌است مدال برنز کلاس ۶ متر قایقرانی بادبانی بازی‌های المپیک تابستانی ۱۹۲۸ را کسب کند.